# Visita pastorale

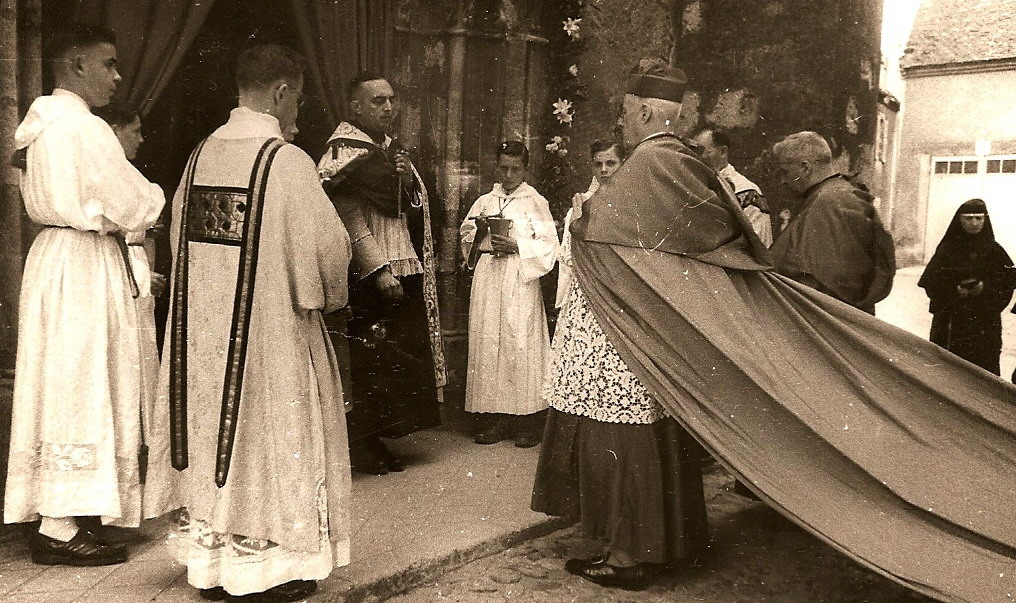
Il vescovo di Moulins Georges Jacquin (1942-1956) in cappa magna compie la visita pastorale alla parrocchia di San Giorgio di Désertines.

La visita pastorale nella Chiesa cattolica è la visita di un vescovo a luoghi e a persone della sua diocesi. Inoltre possono compiere la visita pastorale nei territori della loro giurisdizione i patriarchi, i primati e gli arcivescovi metropoliti; questi ultimi, però devono essere autorizzati da un sinodo provinciale.

## Scopo
Scopo della visita pastorale è quello di ispezione e di correzione di eventuali abusi. Il Concilio di Trento definisce così lo scopo della visita pastorale «Propagare la dottrina sacra e ortodossa estromettendo le eresie, difendere i buoni costumi, correggere quelli cattivi e con esortazioni esortare il popolo alla devozione, alla pazienza e all'innocenza».
La visita pastorale non ha lo scopo di giudicare gravi abusi, ma solo di rilevarli, perché un eventuale processo canonico si può svolgere più agevolmente nella città sede vescovile.
A titolo di esempio, una visita pastorale del 1852 compiuta dal vescovo Antonio Benedetto Antonucci alla diocesi di Ancona e Umana indica come oggetto della visita apostolica gli oggetti e gli arredi destinati al culto (vasi, arredi, reliquie, altari); la predicazione contro le dottrine contrarie al Cristianesimo e la vigilanza sull'osservanza dei precetti (rispetto delle feste di precetto, del digiuno ecclesiastico e lotta alla bestemmia).
I luoghi che devono essere visitati sono la cattedrale, le chiese collegiate con le loro canoniche, le chiese parrocchiali con le loro canoniche, le altre chiese, gli oratori dove si celebra o non si celebra messa, i monasteri soggetti all'ordinario e le case di religiosi che esercitano cura d'anime.
Più recentemente si sono sottolineati aspetti diversi della visita pastorale, intesa come «un'espansione della presenza spirituale del Vescovo tra i suoi fedeli» come l'incontro con le persone e l'ascolto. Il segno della presenza del vescovo deve richiamare la «presenza del Signore che visita il suo popolo nella pace».

## Modalità
La vista pastorale deve essere condotta personalmente dal vescovo. In caso di legittimo impedimento, il vescovo può nominare un vicario o un visitatore. I metropoliti, primati e patriarchi possono incaricare della visita un altro vescovo.
Per la visita viene raccomandata al vescovo la misericordia del pastore al quale spetta correggere gli abusi. La visita dev'essere svolta con diligenza, ma anche con celerità, per non gravare sulle comunità che ospitano il vescovo durante la visita..

### Preparazione
La preparazione incomincia con l'annuncio al popolo dato normalmente nella Messa parrocchiale dopo il Vangelo. Si invita il popolo alla confessione, per favorire la comunione sacramentale durante la visita. Si preparano i candidati alla Confermazione. 
Il giorno della visita si suonano ripetutamente le campane per chiamare a raccolta i fedeli. Si para la chiesa a festa e si preparano le cose da benedire o consacrare.
Per le cerimonie con il vescovo un antico manuale raccomanda un baldacchino o un ombrellino per ricevere il vescovo, un crocifisso senz'asta offerta al bacio del vescovo, un tappeto e un cuscino di colore paonazzo per l'altare, un turibolo con la navicella, il secchiello dell'acqua benedetta con l'aspersorio, il piviale e la stola bianchi per il parroco, un inginocchiatoio, una sedia posta su tre gradini dal lato dell'epistola, sei candele sull'altare maggiore, due torce e tutto il necessario per amministrare la cresima.
Si possono esporre in sacrestia o nella casa parrocchiale i libri liturgici, un catalogo delle reliquie con la loro approvazione, eventuali documenti sui privilegi degli altari, un inventario di diritti, privilegi e obbligazioni della chiesa, un inventario delle suppellettili, un inventario delle rendite e delle offerte, un inventario dei benefici, i registri parrocchiali.
L'istruzione Apostolorum successores del 2004 semplifica la preparazione della visita pastorale, facendola precedere da un ciclo di conferenze e prediche o eventualmente da un opuscolo o da missioni al popolo.

### Svolgimento
Il vescovo secondo il Cerimoniale episcoporum prima della riforma liturgica deve essere ricevuto processionalmente con il baldacchino nei luoghi più insigni. Negli altri luoghi si riceve il vescovo in rocchetto e mozzetta, offrendogli la croce da baciare sulla porta della chiesa e lo si incensa per mano dell'ecclesiastico più degno, vestito di piviale bianco. Intanto si suonano le campane e l'organo. Sull'altar maggiore le sei candele sono accese e così pure le candele degli altri altari. 
Il clero riceve il vescovo sulla porta della chiesa, accompagnato da due ministri con le torce accese e da altri due che recano il secchiello con l'acqua benedetta l'uno e turibolo e navicella l'altro. L'ecclesiastico più degno offre al vescovo, che genuflette su un inginocchiatoio provvisto di tappeto e di cuscino paonazzo, il crocifisso da baciare. Quindi si porge al vescovo la navicella perché ponga l'incenso nel turibolo e poi l'acqua benedetta con cui il vescovo benedice sé, il clero e il popolo. Quindi l'ecclesiastico più degno incensa il vescovo. Se il vescovo visita la chiesa per la prima volta si canta l'antifona Sacerdos et Pontifex. Si canta quindi il Veni Creator Spiritus. Dopo che il rettore della chiesa recita un responsorio, si canta l'antifona del santo a cui la chiesa è dedicata, mentre il vescovo sale l'altare e lo bacia. Il vescovo canta a questo punto l'orazione del santo, poi si mette a sedere su una sedia provvista di baldacchino dal lato del Vangelo. Da qui rivolge al popolo un breve discorso, illustrando i motivi e i fini della visita pastorale. Quindi il vescovo dà la benedizione solenne al popolo. In alternativa, il vescovo può celebrare la messa e il discorso in questo caso sarà rivolto dopo il Vangelo. Al termine il vescovo depone la cappa magna e si veste di amitto, stola e piviale violaceo o nero e recita l'assoluzione per i defunti. Prosegue visitando il cimitero annesso alla chiesa o le sepolture, che asperge e incensa. Dopo questa visita il vescovo torna processionalmente in chiesa, depone i paramenti violacei o neri, si riveste di stola e piviale bianchi e compie la visita al Santissimo Sacramento. La visita prevede l'esame del tabernacolo, dei vasi sacri e l'incensazione del Santissimo. Dopodiché il vescovo si spoglia dei paramenti ed esamina l'altare, il fonte battesimale, gli olii sacri, le reliquie (che incensa), gli altari laterali, i confessionali. Si porta in sacrestia dove prende visione delle vesti, delle tovaglie e dei vasi sacri. Amministra quindi la cresima. In ultimo prende visione di tutti i libri, gli inventari e i registri. Prima di partire torna all'altar maggiore senza paramenti e recita un responsorio.

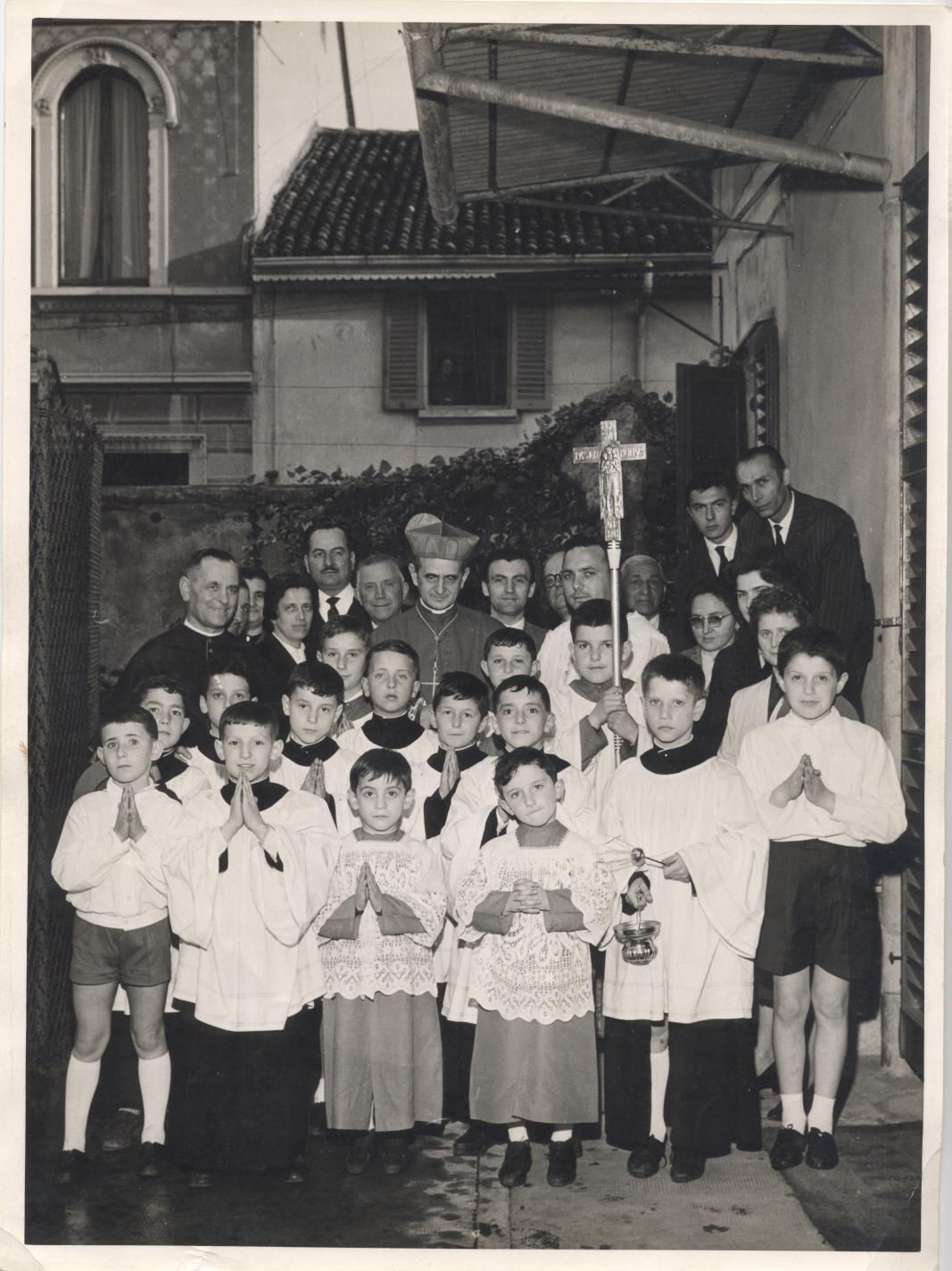
Visita pastorale a San Fruttuoso di Monza del cardinale Montini (futuro papa Paolo VI) nel 1960

Il nuovo Cerimoniale dei Vescovi rende facoltative le incensazioni e le antifone e semplifica le rubriche. Per la celebrazione della messa prescrive la concelebrazione eucaristica del vescovo con il parroco e gli altri presbiteri della parrocchia. La visita al cimitero è resa anch'essa facoltativa. In compenso si indica come «desiderabile» l'amministrazione di altri sacramenti accanto alla Confermazione, con esplicita menzione dell'unzione degli infermi.
L'istruzione Apostolorum successores fa un elenco degli atti che il vescovo deve compiere durante la visita pastorale:
- la celebrazione dell'Eucaristia con il popolo;
- il conferimento delle cresime;
- l'incontro con il parroco e gli altri ecclesiastici della parrocchia;
- la riunione con il consiglio pastorale o con i parrocchiani impegnati nella parrocchia;
- l'incontro con il consiglio economico;
- l'incontro con i ragazzi del catechismo;
- la visita alle scuole cattoliche;
- la visita ai malati;
- l'esame dei luoghi sacri e ornamenti liturgici, libri parrocchiali e altri beni parrocchiali.[8]

### Dopo la visita
Dopo la visita il vescovo è tenuto a farne relazione alla Santa Sede (originariamente inviando una relazione alla Congregazione del Concilio, ora durante la relazione sullo stato della diocesi in occasione della visita ad limina). Il documento redatto dal vescovo registra l'avvenuta visita; apprezzando l'impegno pastorale, indica successivi obiettivi per la comunità visitata; infine annota lo stato degli edifici e delle istituzioni.

## Storia
La visita pastorale era una prassi della Chiesa antica e medievale. Fra i primi resoconti di una visita pastorale è quello di Oddone di Rigaud, arcivescovo di Rouen, che verso la metà del XIII secolo visitò più volte tutta la sua provincia ecclesiastica, raccogliendone le notizie in un Regestum Visitationum Archiepiscopi Rothomagensis. Tuttavia, la prassi della visita pastorale era già ampiamente caduta in disuso quando il Concilio di Trento decise di riportarla in auge. Il medesimo Concilio stabilì che fosse obbligatorio compiere la visita pastorale ogni anno oppure ogni due anni qualora non fosse possibile.
Il dettato del Concilio trovò ampia applicazione (è rimasta celebre la visita pastorale di san Carlo Borromeo all'arcidiocesi di Milano), tuttavia la cadenza temporale annuale o biennale fu raramente rispettata . 
Papa Benedetto XIII (1724-1730), che aveva scelto di ritenere la cattedra arcivescovile di Benevento anche dopo l'elezione a papa, tornò in quell'arcidiocesi due volte per compiere la visita pastorale.
L'ultimo Codice di diritto canonico (1983) prevede che la visita pastorale sia compiuta almeno parzialmente ogni anno, in modo da poter essere completata almeno ogni cinque anni.
Nella diocesi di Roma, a causa della sua peculiarità dovuta al fatto che il suo vescovo è il papa, la visita pastorale assume il nome di "visita apostolica", per la quale, fino al 1908, era predisposta una specifica Congregazione della Curia romana, la Congregazione della visita apostolica. L'ultima visita apostolica compiuta nella diocesi romana è stata quella indetta da papa Pio X nel 1904.

### Le visite pastorali in determinate regioni ecclesiastiche
- Valerio Luca Floris, Visite pastorali in Sardegna nel medioevo ed in età moderna. Difficoltà, modalità, fonti, storiografia, in "RiMe. Rivista dell'Istituto di Storia dell'Europa Mediterranea", vol. 4/II n.s. (2019).

### Singole visite
- Margherita Piva (a cura di), La visita pastorale di Federico Manfredini nella diocesi di Padova (1859-1865), Roma 1971
- Gianni A. Cisotto (a cura di), La visita pastorale di Giovanni Antonio Farina nella Diocesi di Vicenza (1864-1871), Roma 1977
- Luigi Pesce (a cura di), La visita pastorale di Giuseppe Grasser nella diocesi di Treviso (1826-1827), Roma 1969
- Bruno Bertoli e Silvio Tramontin (a cura di), La visita pastorale di Ludovico Flangini nella diocesi di Venezia (1803), Roma 1969
- Antonio Lazzarini (a cura di), La visita pastorale di Luigi Pellizzo nella diocesi di Padova (1912-1921), Roma 1975
- Giuseppe Di Fazio (a cura di), La Diocesi di Catania alla fine dell'Ottocento nella visita pastorale di G. Francica Nava, Roma 1982
- Tonino Cabizzosu, La visita pastorale di Diego Gregorio Cadello in Ogliastra (1800-1801), in Tonino Loddo (a cura di), Studi in onore di mons. Antioco Piseddu, Sestu 2002.
- Angelomichele de Spirito (a cura di), Visite pastorali di Vincenzo Maria Orsini nella diocesi di Benevento (1686-1730), Roma 2003
- Cecilia Tasca - Francesco Tuveri, Don Andrea Sanna bisbe d.Ales y Terralba e la visita pastorale del 1524, Cagliari-Oristano 2007.
- Valerio Luca Floris, La Visita pastorale in Ogliastra nel 1621, Cagliari 2015, pdf-ebook.